# Psychotria boninensis
Psychotria boninensis là một loài thực vật có hoa trong họ Thiến thảo. Loài này được Nakai miêu tả khoa học đầu tiên năm 1927.